# Estación Puente Alsina
Puente Alsina es una estación ferroviaria ubicada en la localidad de Valentín Alsina, Partido de Lanús en el Gran Buenos Aires, Argentina. La estación dejó de operar el 4 de agosto de 2017 con el cese de operaciones del ramal debido al descarrilamiento de una formación a la altura de la estación.

## Servicios e Infraestructura
Formaba parte del Ferrocarril General Belgrano, en la Línea Belgrano Sur, siendo la cabecera del ramal M que partía hacia la Estación Aldo Bonzi.
Desde 2015 fue operada por Trenes Argentinos. Hasta julio de 2017 partían 5 trenes diarios hacia Aldo Bonzi, de la cual a su vez arribaban otros 5 trenes. Desde el 4 de agosto de 2017 el ramal se encuentra suspendido, esto se debió a un anegamiento de vías que provocó el descarrilamiento de una formación a la altura de esta misma estación y la mala zona donde está ubicado, puesto a qué a metros de la estación está el asentamiento ilegal Villa Puente Alsina conocida como Asentamiento "El Pueblito".
Parte del mismo será útil un nuevo servicio entre las estaciones Libertad y Kilómetro 12. Con una posible llegada futura hasta Villa Fiorito en el 2025.
Se proyectó un servicio que fuese de Kilómetro 12 a La Salada, dada la cercanía y que la estación que fue construida a nueva transportaría una gran cantidad de personas hacia la feria llamada por el mismo nombre. Actualmente el Gerente de la Línea Belgrano Sur expresó que luego de finalizar obras del nuevo viaducto entre Aldo Bonzi y Tapiales el tren volvería a la Estación de La Salada a fines del  2023.  
No existe fecha de clausura definitiva sino que se marca la fecha en que el tren dejó de circular.
La estación permanece en buen estado ya que se conservan los 4 carteles nomencladores, sector boletería  y parte de los dos andenes laterales. El Reloj Original de la estación fue quitado por la empresa estatal Trenes Argentinos el 24 de julio de 2019 por motivos desconocidos, era uno de los únicos relojes originales funcionando que había en la línea Belgrano Sur ya que varios fueron modernizados y reemplazados. El sector de boletería fue desmantelado casi en su totalidad el mismo día que la empresa Trenes Argentinos se llevó el reloj dejando así una poca esperanza de reactivación del ramal. Según inventarios se llevaron el cartel de boletería azul actualizado, reloj, cartel de seguridad privada, botiquín de primeros auxilios, matafuegos, cargadora de SUBE, expendedora de boletos, equipos de radiofrecuencias, sillas y lockers quedando prácticamente vacío el interior de la boletería.   
En el ex playón de la estación donde antiguamente se realizaban las cargas para el ferrocarril que luego pasó a ser un playón para la terminal de la Línea de Colectivos 15 y 354 actualmente se encuentra un centro de salud que fue proyectado por el Gobierno Provincial de María Eugenia Vidal conjuntamente con el Intendente de Lanús Néstor Grindetti con autorizaciones de la Administración de Bienes del Estado (AABE) quienes cedieron los terrenos. 
El día 30 de abril de 2020 debido a la pandemia de COVID 19, el gobernador Axel Kicillof junto con Néstor Grindetti inauguró el centro de salud de primeros auxilios para mejora del barrio de emergencia y la rápida atención a vecinos.[cita requerida]
En la actualidad el ramal es conservado por una Cooperativa llamada "Unión, Juventud y Fuerza" donde se abocan a realizar tareas de mantenimiento desde Puente Alsina a La Salada.
Debido a reiterados reclamos por parte de vecinos, usuarios del ferrocarril, organizaciones sociales, Honorable Consejo Deliberante de Lomas de Zamora y la Cámara de Diputados las autoridades actuales como Martín Marinucci (Presidente de Trenes Argentinos Operaciones) y Daniel Novoa (Presidente de la Línea Belgrano Sur) y el exministro de Transporte Mario Meoni decidieron incluir en el proyecto la reactivación de este ramal suspendido ya hace más de 5 años. Las mismas autoridades fueron consultadas mediante una videoconferencia para los alumnos ferroviarios de diferentes universidades, entre ellas la Universidad de Lanús y la Universidad de Lomas de Zamora, Universidad de San Martín, entre otras.
Daniel Novoa expresó la necesidad de esta línea ferroviaria y llegó al acuerdo entre el Municipio de Lomas de Zamora para la pronta recuperación del ramal e incluir un plan de vivienda para las 1600 familias instaladas a lo largo de la traza ferroviaria. A su vez indicó que llevará tiempo y recursos ya que es un ramal que se tendría que reestructurar todo de cero con una renovación total de vías, terraplenes y desagües.
En las últimas reuniones Daniel Novoa realizó una caminata desde Camino Negro hasta la emblemática estación Fioritocomprometiéndose con los vecinos a reactivar el ramal y expresar la necesidad de un tren turístico y popular.
Martín Marinucci expresó la colaboración con Martín Insaurralde para el plan de reubicación del barrio de emergencia instalado sobre terrenos ferroviarios, inclusive presentó un proyecto para la recuperación del espacio público lindero a la traza ferroviaria.

### Diagrama
| Plataforma lateral, ascenso y descenso por el lado izquierdo. |                               |
| Andén 1                                                       | ← Trenes comunes a Aldo Bonzi |
| Andén 2                                                       | ← Trenes comunes a Aldo Bonzi |
| Plataforma lateral, ascenso y descenso por el lado derecho.   |                               |

## Historia
Esta estación formaba parte del Ferrocarril Midland de Buenos Aires, que partía de esta terminal hacia la localidad bonaerense de Carhué.
En 1908 se inauguró con el primer viaje a la estación La Noria, actual Ingeniero Budge. El plan original era que la terminal de esta línea se encontrara dentro de los límites de la Ciudad de Buenos Aires, hecho que no prosperó, lo que convirtió a este ferrocarril en secundario.
Durante la presidencia de Juan Domingo Perón, la empresa fue nacionalizada, integrándose al Ferrocarril General Belgrano.

### Toponimia
Recibe el nombre del puente cercano, el Puente Alsina que se encuentra en inmediaciones de la estación, que une el barrio de Nueva Pompeya de la Ciudad de Buenos Aires con la Provincia de Buenos Aires cruzando el Riachuelo.

### Descarrilamiento en la estación Puente Alsina del 4 de agosto de 2017
Ocurrió el 4 de agosto del 2017 a la altura de la Estación de Puente Alsina, dejando sin operación en la estación desde ese día. Este hecho se originó luego de una inundación que existe en la zona de vías de la Estación de Puente Alsina . Desde antes de ocurrido este suceso se trabajaba en diluir la inundación, la cual fue la principal causa de este accidente férreo, el cual no tuvo relevancia. Este accidente dejaría inutilizable a la estación, la cual tuvo servicio por última vez el día del accidente, siendo este evento el que marcaría el final de operaciones en toda la traza, al dañarse la única formación que prestaba servicio en la línea.

## Actualidad
11 días después del suceso, el Ministerio del Transporte, a cargo del exministro de Transporte Argentino, Guillermo Dietrich, tuvo la potestad de clausurar ramales y levantar vías, según lo dispuesto en el Decreto 652 / 2017 firmado por el expresidente Mauricio Macri, y publicado en el Boletín Oficial de la República Argentina. Gracias al Decreto, varios  servicios en ramales de las regiones como el Gran Buenos Aires, Provincia de Buenos Aires, La Pampa, Entre Ríos y Chaco, fueron clausurados y posteriormente levantados, tapiados o abandonados, dejando a 12 Servicios Ferroviarios de Pasajeros  paralizados de manera parcial o total en toda su respectiva traza. En este caso, el Ramal Aldo Bonzi - Puente Alsina de la Línea Belgrano Sur fue eliminado de los Servicios de pasajeros prestados por la Línea, llamándolo desde el día del Descarrilamiento como "Servicio Interrumpido Hasta Nuevo Aviso por causa de Seguridad Operacional".
A mediados del 2019  el tramo entre las estaciones de Villa Caraza y Villa Diamante fue transferido al Municipio de Lanús para la construcción de un parque lineal alrededor de la traza. Esta sección, aparte de cargar con precariedad e irregularidad, tuvo la característica de que la ADIF, que es por definición la titular de la infraestructura y encargada de velar por su integridad Ferroviaria Argentina, no intervino en ningún punto del proceso. Este caso mostraría con gran relevancia la descoordinación y ausencia de la autoridad sobre la Red Ferroviaria Argentina ante la inactividad de la empresa madre Ferrocarriles Argentinos (actual Trenes Argentinos), recreada en 2015 a ese efecto pero que la gestión de Dietrich mantuvo desactivada y la actual no logra poner en marcha ningún plan, dejando en incertidumbre el estado del Ramal.
En la actualidad la idea de reactivación fue mencionada y explicada por personas como Martín Marinucci (Presidente de Trenes Argentinos Operaciones), Daniel Novoa (Presidente de la línea Belgrano Sur) y el fallecido exministro de Transporte Mario Meoni, ya qué según ellos existe la posibilidad de reapertura del ramal. Las autoridades mencionaron que para esto necesitaban dos factores determinantes: Tiempo y Dinero. Los materiales y el costo necesario para el regreso del ramal eran muy elevados según explicaron los funcionarios, ya qué en algunos lugares la vía presenta daños severos, además de reubicar a los ocupantes ilegales presentes en estaciones como Ing. Budge, los cuales estaban presentes desde antes de la suspensión del servicio ferroviario. Actualmente existe un grupo conformado por los vecinos y organizaciones los cuales hacen un Banderazo (Manifestación) desde diferentes estaciones para difundir la necesidad del tren, este grupo se llama "Comisión de Vecinos y Organizaciones del Belgrano Sur" Además hoy en día trabaja una Cooperativa Ferroviaria en las zonas de la Estación Puente Alsina para evitar intrusiones y mantener la estación en condiciones.

## Reactivación

#### Reactivación del Ramal
Actualmente, Trenes Argentinos Operaciones trabaja en conjunto a la comisión vecinal y la cooperativa para lograr reactivar el ramal haciendo un servicio desde Libertad hasta la estación de La Salada, el cual está por definir y se encuentra en obras desde el 11 de febrero del 2021.  
Varias estaciones del recorrido, incluyendo Puente Alsina están bajo resguardo vecinal a través de la "Cooperativa de Trabajo Ferroviaria Unión, Juventud y Fuerza" desde el cierre del ramal, además de diferentes tramos y estaciones del ramal, teniendo como objetivo una preservación íntegra  de la traza con vistas a la restitución del servicio ferroviario, siendo que la Gerencia de la Línea Belgrano Sur apoya en cierta manera a estas tareas.
Al día de la fecha, las obras que se están realizando en la Línea Belgrano Sur son de renovación de vías, instalación de nuevo señalamiento, instalación de sistema ATS, doble vía desde la estación Libertad hasta la estación Marinos del Crucero Belgrano, viaducto desde Aldo Bonzi hasta Tapiales, construcción de nuevos pasos bajo nivel, inclusión de barreras automáticas y obras de nuevos puentes peatonales.  

Según expresó el Gerente de la Línea Belgrano Sur Daniel Novoa la reactivación se realizaría luego de finalizar las obras del nuevo viaducto que une las estaciones de Aldo Bonzi y Tapiales, la cual ahorraría tiempo y facilitaría la conexión ya que los tiempos de espera por el cruce con el [[Ramal ferroviario Haedo-Temperley]] incrementan el tiempo de viaje considerablemente. Esta obra además de reducir los tiempos de viaje incrementaría la seguridad operacional ya que no se realizaría ningún cruce y existiría vía doble desde Tapiales hasta Aldo Bonzi.  

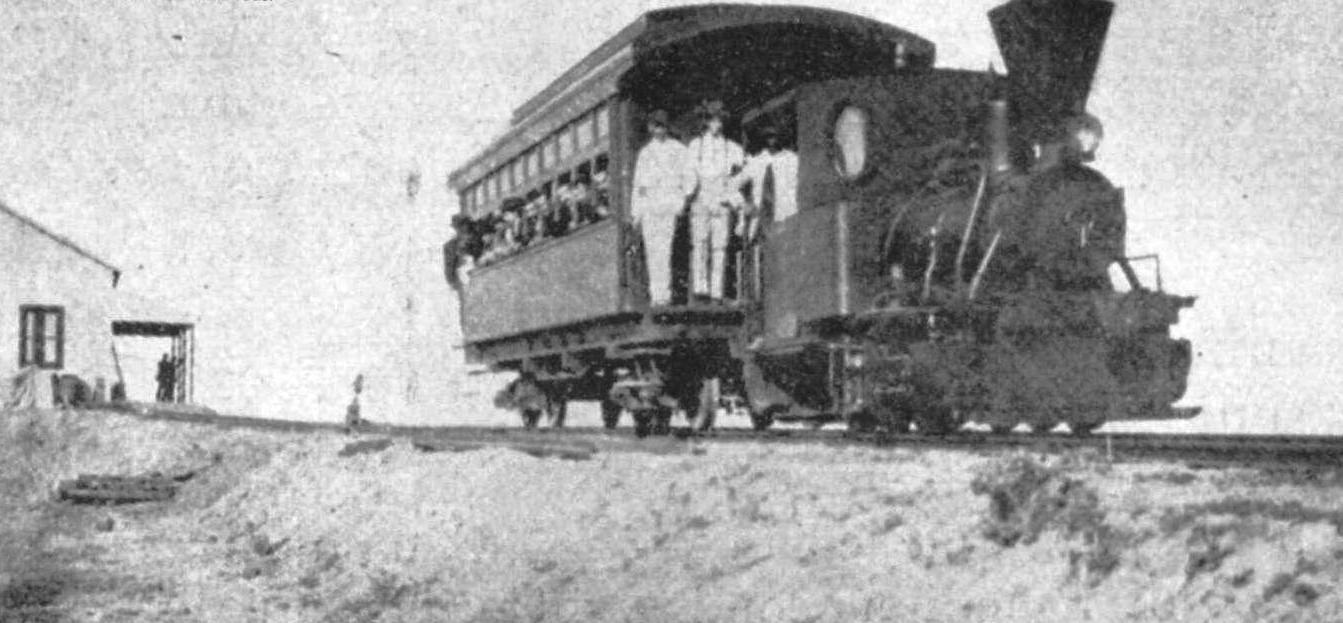
La vieja estación hacia el año 1908.
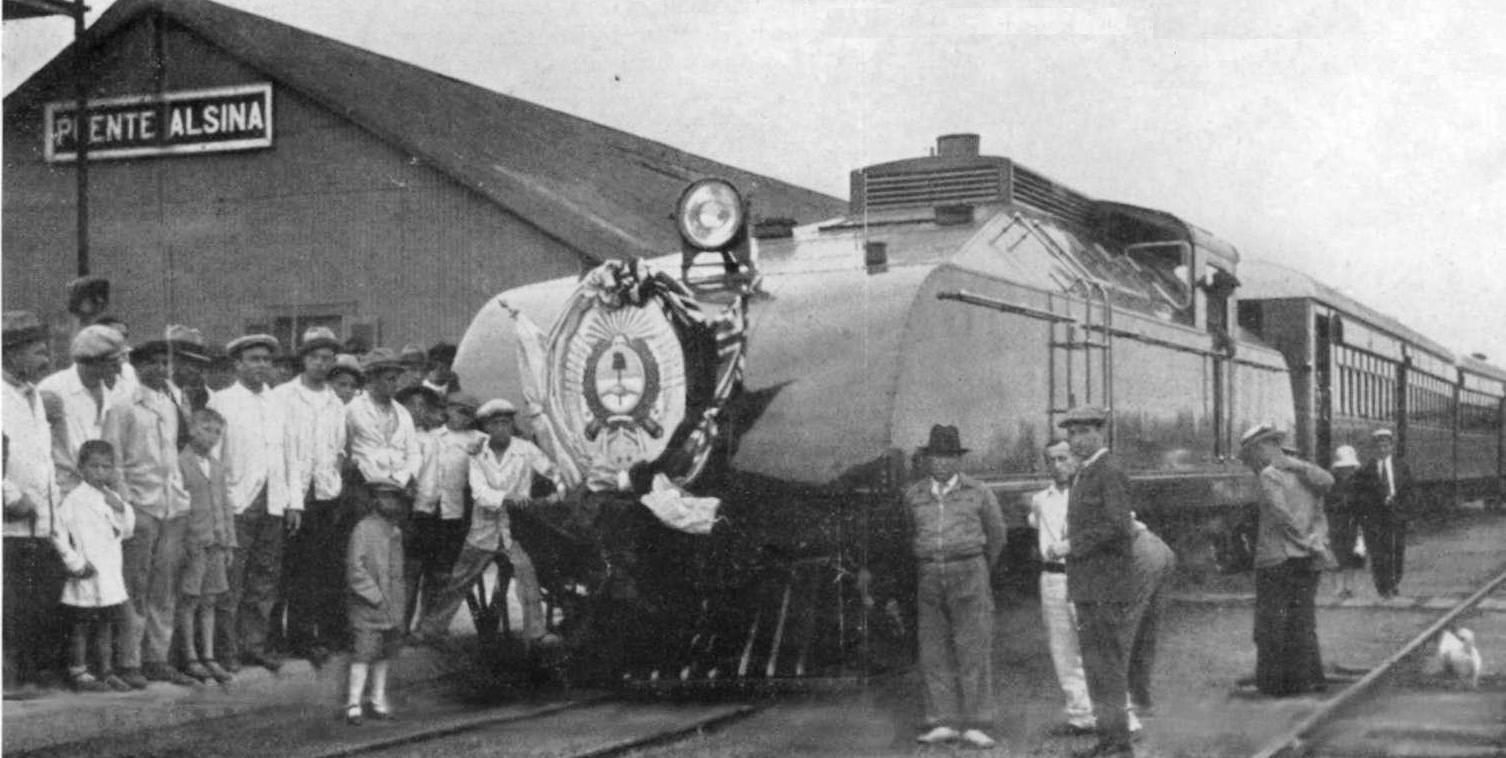
La vieja estación hacia el año 1932.
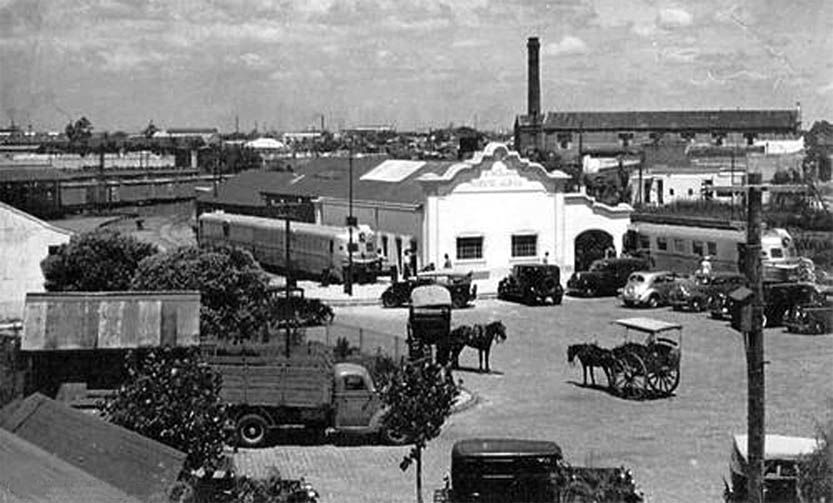
Inmediaciones en 1942.
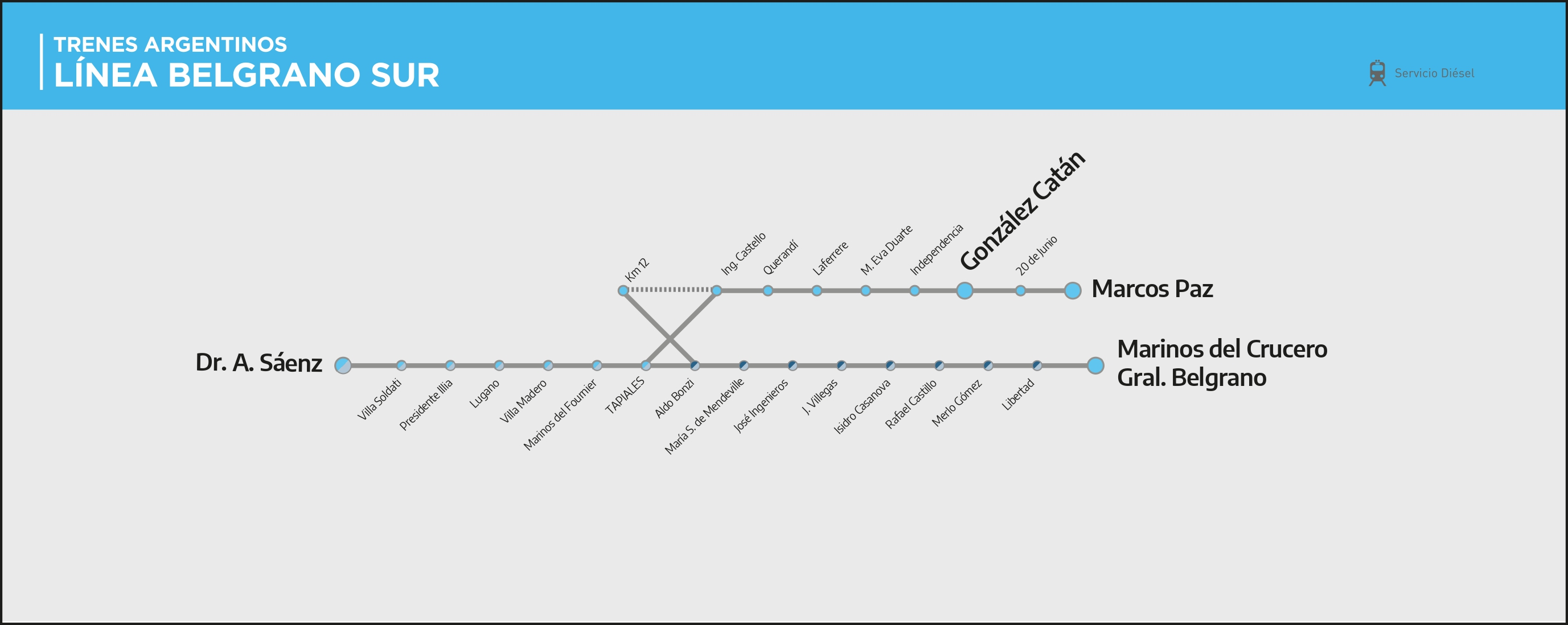
Nueva traza de la Linea Belgrano Sur, la cual ignora por completo el Ramal Puente Alsina - Aldo Bonzi